# Harry Jackson
Harry Kenneth Jackson (nascido em 26 de maio de 1941) é um ex-ciclista britânico. Representou o Reino Unido em duas edições dos Jogos Olímpicos (Tóquio 1964 e Cidade do México 1968).